# Svartholm, Kimitoön
Svartholm är en ö i Finland. Den ligger i Skärgårdshavet och i kommunen Kimitoön i den ekonomiska regionen  Åboland i landskapet Egentliga Finland, i den sydvästra delen av landet. Ön ligger omkring 57 kilometer söder om Åbo och omkring 140 kilometer väster om Helsingfors.
Öns area är 2 hektar och dess största längd är 280 meter i sydöst-nordvästlig riktning. Ön höjer sig omkring 15 meter över havsytan.